# Iroqueses
Os iroqueses (em inglês e francês: Iroquois, pronunciado irocuá) ou Haudenosaunee são um grupo nativo norte-americano que vive em torno da região dos Grandes Lagos, primariamente no sul de Ontário, uma província do Canadá, e no nordeste dos Estados Unidos.

## História
Os iroqueses de antigamente eram primariamente nômades. Até o século XVII, formavam o que é atualmente chamado de nação iroquesa. Atualmente, esta nação indígena é composta pelos povos seneca, cayuga, onondaga, oneida, mohawk e tuscarora, formando uma confederação distribuída entre o Canadá e os Estados Unidos (principalmente no Estado de Nova Iorque e na província de Quebec).
Os iroqueses foram estudados, no século XVIII, pelo missionário jesuíta Joseph François Lafitau, que chegou a conviver com eles. Sua obra, Mœures des Sauvages américains comparées aux mœurs des premiers temps, publicada em 1724, descreve os princípios básicos da sociedade iroquesa, principalmente em relação a sua matriarcalidade e matrilinearidade. Lafitau abordou também os ritos de casamento, os jogos, lazer, doenças, enterros, língua, caça, educação e a divisão de trabalho entre os iroqueses, enfocando seus estudos na religião. Para ele, os iroqueses possuíam a sua religião (diferentemente de pensadores anteriores, que afirmavam que os índios não tinham religião alguma), embora esta não fosse tão organizada quanto a católica. Diz que os iroqueses, embora possuíssem religião, eram desprovidos de leis e política. Mostra, também, que a religião dos nativos deturpava a verdadeira religião: o Catolicismo.
Ao estudar os iroqueses, Lafitau distinguiu características positivas (como a coragem) e negativas (como vingança e cobiça), inovando ao utilizar o método comparativo (embora não o tenha inventado) ao comparar os iroqueses aos heróis de Homero (na comunidade científica europeia da época, se idealizavam os gregos e romanos). Nesse sentido, Lafitau enaltecia os iroqueses, ao dizer que as construções náuticas desses povos eram parecidas, mas também os denegria, afirmando que a brutalidade dos heróis de Homero não se distinguia da ferocidade dos iroqueses, ferocidade esta que ele considerava como sendo inata. Mesmo assim, a importância se deu pelo fato de que Lafitau deixou os nativos mais humanos, diferentemente de pensadores anteriores (como Mandeville) que assemelhavam os nativos a monstros.

## Economia iroquesa
A Economia dos iroqueses se focaliza na produção comunal e ao sistema combinado de horticultura e de caçador-recolector. As tribos da Confederação Iroquesa e outras do norte do continente americano que compartilhavam idioma (iroqués), como o povo hurón, viviam na região que hoje é o Estado de Nova York e a Região dos Grandes Lagos. A Confederação Iroquesa compunha-se de seis tribos dantes da colonização européia da América. Mesmo não sendo iroquês, o povo hurón entrava no mesmo grupo linguístico e compartilhava economia com os iroqueses.